# Sei Rengas II
Sei Rengas II is een bestuurslaag in het regentschap Medan van de provincie Noord-Sumatra, Indonesië. Sei Rengas II telt 4892 inwoners (volkstelling 2010).